# 趙亮鎬
趙亮鎬（韩语：／，1949年3月8日—2019年4月8日），仁川广域市出生，大韓民國企業家，世界500强的韩国物流企业韓進集团前会長、大韓航空前会长兼CEO(韓語：最高經營者)（2019年3月27日因股东大会未能通过其连任议案而丧失大韩航空经营权），曾任2018年平昌冬季残奥会组织委员会委员长一职。

## 生平
- 景福高等學校毕业
- 仁荷大学产业工学学士
- 南加州大学（USC）经营研究生院工商管理硕士(MBA)
- 仁荷大学研究生院经营学博士
- 安柏瑞德航空大学航空经营学名誉博士

## 经历
- 大韩乒乓球协会会长
- 国际航空运输协会执行委员会5宣委员
- 国际航空运输协会(IATA)执行委员(连任)及执行委员选定委员会委员
- 国际航空运输协会(IATA)执行委员会委员
- 韩国防卫产业振兴会会长
- 韩进集团社长
- 韩法首席执行官俱乐部会长
- 大韩航空公司会长
- 韩日经济协会副会长
- 韩亚银行（Hana Bank）社外理事
- 仁荷大学理事长
- 韩国经营者总协会副会长
- 韩进集团副社长
- 国际航空运输协会(IATA)执行委员
- 韩国航空大学(郑锡学院)理事长
- 大韩航空总经理
- 2018年平昌冬奥会申办委员会共同委员长
- 2018年平昌冬奥会组委会委员长

## 家庭关系
- 祖父：赵命熙（조명희）
- 祖母：太天楫（태천즙）
- 父亲：赵重勋(1920年2月11日 ~ 2002年11月17日)
- 母亲：金贞一(1923年7月28日 ~ 2016年12月15日)[4][5]
- 叔父：赵重建（조중건）
- 配偶：李明姬（朝鲜语：이명희 (1949년)）（이명희）(1949年12月19日 ~ )
  - 长女：赵显娥（조현아）(1974年10月5日 ~ )
  - 长子：赵源泰（조원태）(1976年1月25日 ~ )
  - 次女：赵显旼（朝鲜语：조현민 (기업인)）（조현민）(1983年8月31日 ~ )
- 弟弟：赵南镐（조남호）(1951年2月12日~)
- 弟弟：赵秀镐（조수호）(1954年6月21日~ 2006年11月26日)
- 弟妹：崔恩英（최은영）(1962年5月3日~)、乐天集团前会长辛格浩妹妹东和免税店社长辛贞姬（신정숙）的女儿
- 弟弟：赵正镐（조정호）(1958年10月5日~)

## 相關項目
- 韩进集团
- 大韓航空